# أشلي هوليداي
اشلي هوليداي (بالإنجليزية: Ashley Holliday)‏ هي ممثلة أمريكية بدأت مسيرتها الفنية عام 1986.

## وصلات خارجية
- أشلي هوليداي على موقع IMDb (الإنجليزية)
- أشلي هوليداي على موقع ألو سيني (الفرنسية)
- أشلي هوليداي على موقع أول موفي (الإنجليزية)
- أشلي هوليداي على موقع قاعدة بيانات الفيلم (الإنجليزية)
- أشلي هوليداي على موقع كينوبويسك (الروسية)